# Eilema sericea
Eilema sericea är en fjärilsart som beskrevs av Charles Stuart Gregson 1860. Eilema sericea ingår i släktet Eilema och familjen björnspinnare. Inga underarter finns listade i Catalogue of Life.